# Visfestivalen Västervik 1978
Visfestivalen Västervik 1978 är ett musikalbum med liveinspelningar från Visfestivalen i Västervik den 10, 11 och 12 juli 1978. Idé och produktion Hansi Schwarz, tekniker Lars Finnström/Mastersound, Skurup. Skivnumret är Polydor 2379 167.

## Låtlista
Sida A:
- Ebon Lundin - Monica Törnell
- Jag är som jag är - Monica Törnell
- Elva - Finn Kalvik
- Lillesøster - Finn Kalvik
- Coralicum - Lars T. Johansson
- Midsommarmorgon - Lars T. Johansson
- Iggesundsexpressen - Iggesundsgänget
- Säkkijärvinpolkka - Iggesundsgänget

Sida B:
- Heksedans - Jan Eggum
- De skulle begrave en konge stor - Jan Eggum
- Hävert - Roger Rönning
- Rötter - Roger Rönning
- Blå, blå känslor - Tomas Ledin
- I natt är jag din - Tomas Ledin